# Hurler de peur
Pour plus de détails, voir Fiche technique et Distribution.
Hurler de peur (Taste of Fear) est un thriller psychologique britanniques réalisé par Seth Holt, sorti le 4 avril 1961 au Royaume-Uni.
Bénéficiant d'un bon accueil public et critique, ce film d'aventures policières produit par la Hammer raconte l'histoire d'une femme paralysée, Penny Appleby, qui retourne à la maison familiale après la disparition de son père. Avec le chauffeur de la famille, elle recherche les raisons de la disparition de son père. Durant cette enquête elle aperçoit le corps de son père dans de nombreuses pièces de la maison, mais celui-ci disparaît rapidement avant que quelqu'un d'autre n'observe le corps.

## Synopsis
En Suisse, la police sonde un lac de montagne et finit par récupérer le corps d'une jeune femme.
Depuis un grave accident d'équitation neuf ans plus tôt, au cours duquel elle est tombée de son cheval qui s'est effondré sur elle, la jeune Penny Appleby se déplace en fauteuil roulant. Après la mort de sa meilleure amie, elle retourne sur la Côte d'Azur dans la maison de son père, veuf et désormais marié en secondes noces, qu'elle n'a pas vu depuis dix ans. À son arrivée, sa belle-mère Jane, qu'elle ne connaît pas du tout, annonce à Penny que son père est actuellement en voyage d'affaires. Lorsque le père de Penny ne revient pas après plusieurs jours, ses questions deviennent plus insistantes, mais on les évite et on donne à Penny des raisons contradictoires pour le retard de son retour. Pour la première fois, Penny craint que son père ne soit plus en vie.
Une nuit, la jeune femme remarque une lumière à la fenêtre de la maison d'été située en face. Penny s'y rend en roulant et découvre le corps de son père, assis dans un fauteuil. Elle pousse un cri strident, s'enfuit en panique de la maison d'été et tombe accidentellement avec son fauteuil roulant dans le bassin situé entre les deux bâtiments. Bob, le chauffeur de son père, parvient in extremis à sauver Penny de l'eau marécageuse. Au fil des jours, Penny commence à douter de plus en plus de sa santé mentale. Le corps de son père lui apparaît à plusieurs reprises, sa voiture, avec laquelle il serait parti, est garée dans le garage et elle entend de la musique — comme si quelqu'un jouait du piano — provenant de la salle de musique fermée à clé dont seul son père possède la clef.
Penny trouve également que sa belle-mère se comporte de manière étrange. Celle-ci s'inquiète pour Penny et fait venir un médecin français, le Dr Gerrard, à la maison. Gerrard, visiblement un ami de la maison, affirme que son père avait déjà dit que Penny avait depuis toujours trop d'imagination. Il atteste que la jeune fille est surmenée nerveusement et diagnostique un début de paranoïa. Les autres habitants de l'immeuble ne croient pas non plus Penny, qui affirme avoir déjà vu son père mort à plusieurs reprises. Lorsque Penny demande aux employés de vérifier les faits étranges qu'elle a observés, ceux-ci ne peuvent à chaque fois rien découvrir d'anormal. Penny se croit au centre d'un vaste complot. Seul Bob semble être de son côté. Penny se confie à lui et tente, avec son aide, d'élucider les mystérieux événements.
Pour que la police puisse enquêter, il faut d'abord retrouver le corps du père, estiment-ils tous deux. Bob décide donc de plonger dans le bassin. Alors qu'il descend dans  le plan d'eau rempli de toutes sortes de détritus et de plantes pour l'examiner de plus près, il y découvre finalement le corps du père de Penny flottant dans les profondeurs. Les choses s'accélèrent et Penny et Bob soupçonnent désormais Jane d'être à l'origine des événements qui visent manifestement à rendre Penny folle. Ils pensent que la belle-mère de Penny essaie ainsi de s'approprier l'héritage considérable de son mari décédé.
Les événements prennent alors une tournure dramatique. Bob, que l'on croyait de confiance, se révèle être le cerveau derrière ces mystérieux événements. Jane Appleby est en réalité sa maîtresse et tous deux planifient l'assassinat de Penny. Ils la font monter à l'arrière de la voiture paternelle et font dévaler à la voiture, avec le père mort aux côtés de Penny, une route en pente sans la diriger, afin qu'elle tombe directement dans la mer. Étonnamment, Penny n'est pas aussi handicapée que tout le monde le pensait. Elle parvient à s'extraire de la voiture in extremis. Bob et Jane pensent que le père et sa fille ont été éliminés : ils se sont noyés lors d'un faux accident de voiture. Plus rien ne s'oppose à l'héritage.
Bob est appelé sur les lieux de l'accident et reste perplexe lorsque la police lui explique qu'un seul corps, celui du vieil Appleby, a été retrouvé dans l'eau. Lors de l'ouverture du testament, Jane, complètement surprise, apprend du notaire que sa belle-fille est morte depuis trois semaines. Elle se serait suicidée en Suisse, où elle vivait. En repartant, le notaire signale brièvement une jeune femme assise en fauteuil roulant à quelques mètres de la maison. Jane la regarde de loin, stupéfaite. C'est la fausse Penny, que l'on croyait morte. Jane s'approche d'elle. Celle-ci explique à Jane qu'elle est la meilleure amie de Penny et qu'elle s'appelle Maggie. Penny aurait perdu toute envie de vivre depuis la mort de sa mère. Après un échange de lettres entre Penny et son père, dans lequel il écrivait qu'il ne pouvait pas lui rendre visite parce qu'il se passait des choses étranges ici, la jeune fille en fauteuil roulant se serait suicidée. Le soir même, Maggie a appelé le père de Penny pour l'en informer. Lorsque deux semaines plus tard, une lettre est arrivée à l'adresse de Penny, dans laquelle le père de Penny demandait à sa fille de lui rendre visite, Maggie a su que quelque chose clochait. Elle décida alors de prendre le rôle de Penny et de se rendre sur la Côte d'Azur. Elle a compris que quelqu'un avait imité la signature du père et voulait manifestement attirer Penny là-bas.
Après cet aveu, Maggie se lève et s'en va. Jane est abasourdie. Elle s'assoit dans son fauteuil roulant et s'affaisse sur elle-même. Elle sait maintenant que son plan a échoué. Entre-temps, le notaire a également informé Bob de la présence de la jeune fille dans son fauteuil roulant. Bob, abasourdi, retourne à la maison. Lorsqu'il aperçoit de loin une personne qui, le dos tourné, est assise dans un fauteuil roulant en hauteur au-dessus des falaises maritimes, il s'y précipite et donne un violent coup de pied dans le fauteuil roulant pour le faire tomber dans l'abîme. Il voit Jane tomber dans le vide. La police arrive alors et l'arrête. Sans un mot, il passe devant Maggie et le Dr Gerrard qui vient d'arriver et qui avait manifestement été mis au courant du plan de Maggie. Maggie et le Dr Gerrard regardent en bas de l'escarpement vers la mer. 
Ils voient le corps de Jane flotter dans l'eau.

## Fiche technique
- Titre français : Hurler de peur[1]
- Titre original : Taste of Fear ou Scream of Fear[2]
- Réalisation : Seth Holt
- Scénario : Jimmy Sangster
- Photographie : Douglas Slocombe
- Montage : Eric Boyd-Perkins
- Musique : Clifton Parker
- Décors : Bernard Robinson
- Production : Jimmy Sangster et Michael Carreras
- Studio de production : Hammer Film Productions
- Pays de production :  Royaume-Uni
- Langue originale : anglais britannique
- Format : noir et blanc - 1,37:1 - Son mono - 35 mm
- Genre : film d'aventures policières, épouvante, thriller
- Durée : 78 minutes
- Dates de sortie :
  - Royaume-Uni : 30 mars 1961
  - Belgique : 4 août 1961
  - France : 22 novembre 1961
- Affiche : Boris Grinsson (France)

## Distribution
- Susan Strasberg  (VF : Arlette Thomas) - Penny Appleby
- Ronald Lewis (en)  (VF : Serge Sauvion)  - Bob
- Ann Todd - Jane Appleby
- Christopher Lee (VF : Jacques Berthier)  - Docteur Gerrard
- Anne Blake - Marie
- John Serret - Inspecteur Legrand
- Leonard Sachs (en)  (VF : Michel Gudin) - Spratt
- Fred Johnson - Père

## Production
Jimmy Sangster a déclaré qu'il avait initialement écrit le film pour Sydney Box qui l'avait chargé de le produire. Selon Sangster, Box est tombé malade et a cessé temporairement son travail, qui a été repris par son beau-frère Peter Rogers, qui travaillait sur la série Carry On. Sangster a alors racheté le film à Rogers et l'a vendu à Michael Carreras à la condition que Sangster soit autorisé à le produire. Le tournage a commencé aux studios de Bray dans le Berkshire le 24 octobre 1960 et s'est déroulé jusqu'au 7 décembre 1960 à Black Park, Iver Heath, Buckinghamshire, Angleterre, ainsi que dans les Alpes-Maritimes en France, dont l'aéroport de Nice.

## Exploitation
Taste of Fear a été distribué au Royaume-Uni le 5 juin 1961 avec une durée de 82 minutes, puis aux États-Unis le 22 août 1961 avec une durée de 81 minutes sous le titre Scream of Fear. Le film a été un succès au Royaume-Uni et aux États-Unis et a été très populaire en Europe, étant avec 800 000 dollars américains de recettes l'une des productions les plus rentables de la Hammer, ce qui a conduit à la production d'un nouveau cycle de thrillers psychologiques tels que Paranoïaque (1963) de Freddie Francis, Confession à un cadavre (1965) du même Seth Holt ou encore Le Maniaque (1963) de Michael Carreras qui se déroule aussi sur la Côte d'Azur.

### Accueil critique
Pour le site DVDclassik, Hurler de peur « constitue un jalon important de l’évolution du studio Hammer » avec un « script faussement prévisible mais diaboliquement construit [qui] réserve des surprises jusqu’au bout et on sent vraiment la science de Sangster dans sa volonté de désarçonner le spectateur ».
Pour le site Devildead, « Hurler de peur n'est ni très original, ni très cohérent, mais il n'en reste pas moins une jolie réussite de la Hammer, un suspens habile doté d'une facture technique impressionnante prouvant que le petit studio peut tourner des films damant le pion des grandes majors sur leur propre terrain ».
Pour le site Cinedweller, « Sublimé par la réalisation virtuose de Seth Holt, le long-métrage se paye le luxe d’être encore effrayant de nos jours, là où nombre de films plus spécifiquement horrifiques de la Hammer laissent de marbre. Retenant la leçon de Jacques Tourneur, Seth Holt laisse souvent planer le doute sur ce qui est présent à l’écran. La menace sourde est souvent tapie dans l’ombre et le spectateur est mis en position d’attente, comme la victime potentielle de la machination ». Du côté de la distribution, Cinedweller la juge efficace « le film est également porté par l’interprétation très juste de Susan Strasberg (fille de Lee Strasberg), Ann Todd et l’inquiétant Christopher Lee. On est bien moins convaincu par le jeu très plat de Ronald Lewis qui a d’ailleurs terminé sa carrière à la télévision ».
Le Monthly Film Bulletin britannique a écrit : « Hurler de peur suggère le travail d'un scénariste dangereusement surstimulé par Psychose et Les Diaboliques et déterminé à trouver encore plus de variations à jouer sur le thème du cadavre péripatéticien. Jimmy Sangster est trop ancré dans la tradition de la Hammer pour faire preuve de finesse. ...L'intrigue, bien qu'elle se torde comme un tire-bouchon dans ses dernières séquences, est beaucoup moins impénétrable que son créateur ne voudrait le croire ; et même les images finales, d'Ann Todd (qui a joué avec une belle pointe de névrose) écrasée sur les rochers, et de Susan Strasberg plutôt triomphante au sommet de la falaise, n'ont rien de très surprenant. Mais, dans les limites d'un scénario qui est franchement de la foutaise, Seth Holt a fait un travail de professionnel. Tous ces volets qui grincent, ces bougies qui vacillent, ces ombres qui s'agitent et ces pianos qui jouent dans des pièces vides produisent toujours un petit frisson. Le réalisateur a tout fait pour que Hurler de peur fonctionne à son propre niveau - et le résultat n'est pas moins idiot que d'habitude, mais beaucoup plus regardable ».

## Postérité
Christopher Lee a déclaré que le film « était le meilleur film de Hammer dans lequel j'ai joué... [...] Il avait le meilleur réalisateur, la meilleure distribution et la meilleure histoire ». Ann Todd l'a contredit en déclarant qu'elle pensait que « c'était un film désagréable. Je n'aimais pas mon rôle et j'ai trouvé qu'il était impossible de travailler avec Susan Strasberg avec sa fichue "méthode" ».
En mars 2013, il a été annoncé que le film ferait l'objet d'un remake pour Sony et réalisé par Juan Antonio Bayona, qui a notamment réalisé le film d'horreur espagnol à succès de 2007, L'Orphelinat.